# Mariélla Fasoúla
María-Emmanouéla Fasoúla (en grec moderne : Μαρία-Εμμανουέλα Φασούλα), plus souvent appelée Mariélla Fasoúla (en Μαριέλλα Φασούλα), née le 2 septembre 1997 à Maroússi, est une joueuse internationale grecque de basket-ball de 1,94 m.

## Biographie
Elle est la fille de l’ancien international grec de basket-ball Panayiótis Fasoúlas.